# Robert Péguy
Robert Péguy (París, 14 de diciembre de 1883-ibídem, 21 de julio de 1968), fue un director de cine y guionista francés..

## Biografía
Después de haberse formado en el Conservatorio de París, actuó brevemente en sobre los escenarios. Primo del poeta y escritor Charles Péguy, y poeta él mismo bajo el seudónimo de Marcel Robert, era  yerno del productor Lèon Gaumont, a quien el director Émile Cohl sugirió que lo contratara como guionista.
También trabajó ocasionalmente como actor, asistente de director y adaptador.

## Filmografía

### Director
- Jim Crow (1910)
- La Fille du pêcheur (1912)
- Nine ou la jeune fille au masque (1920)
- Être aimé pour soi même (1920)
- L'Aviateur masqué (1921)
- Le Crime de Monique (1922)
- Le Vol (1923)
- Paul et Virginie (1924)
- Kithnou (1924)
- 600 000 francs par mois (1925)
- Paris-New York-Paris (1927)
- Muche (1927)
- Bésame (Embrassez-moi) (1929)
- Les Mufles (1929)
- La Maison jaune de Rio (1931)
- Son Altesse l'amour (1931)
- Clochard (1932)
- La Claque (1932)
- Au pays du soleil (1933)
- L'Affaire Sternberg (1934)
- Monsieur Prosper (1935)
- La Mystérieuse Lady (1936)
- Les Croquignolle (1936)
- Jacques et Jacotte (1936)
- Ma petite marquise (1937)
- Monsieur Breloque a disparu (1938)
- Grand-père (1939)
- Notre-Dame de la Mouise (1941)
- Dernière Aventure (1942)
- Coup de feu dans la nuit (1943)
- Les Ailes blanches (1943)
- Master Love (1946)
- Vive la grève (cortometraje) (1949)

### Guionista
- Croquette (1927)
- Muche (1927)
- Bésame (Embrassez-moi) (1929)
- Grand-père (1939)
- Notre-Dame de la Mouise (1941)
- Les Ailes blanches (1943)

### Actor
- Cyrano de Bergerac (1909)